# Graham Bellön

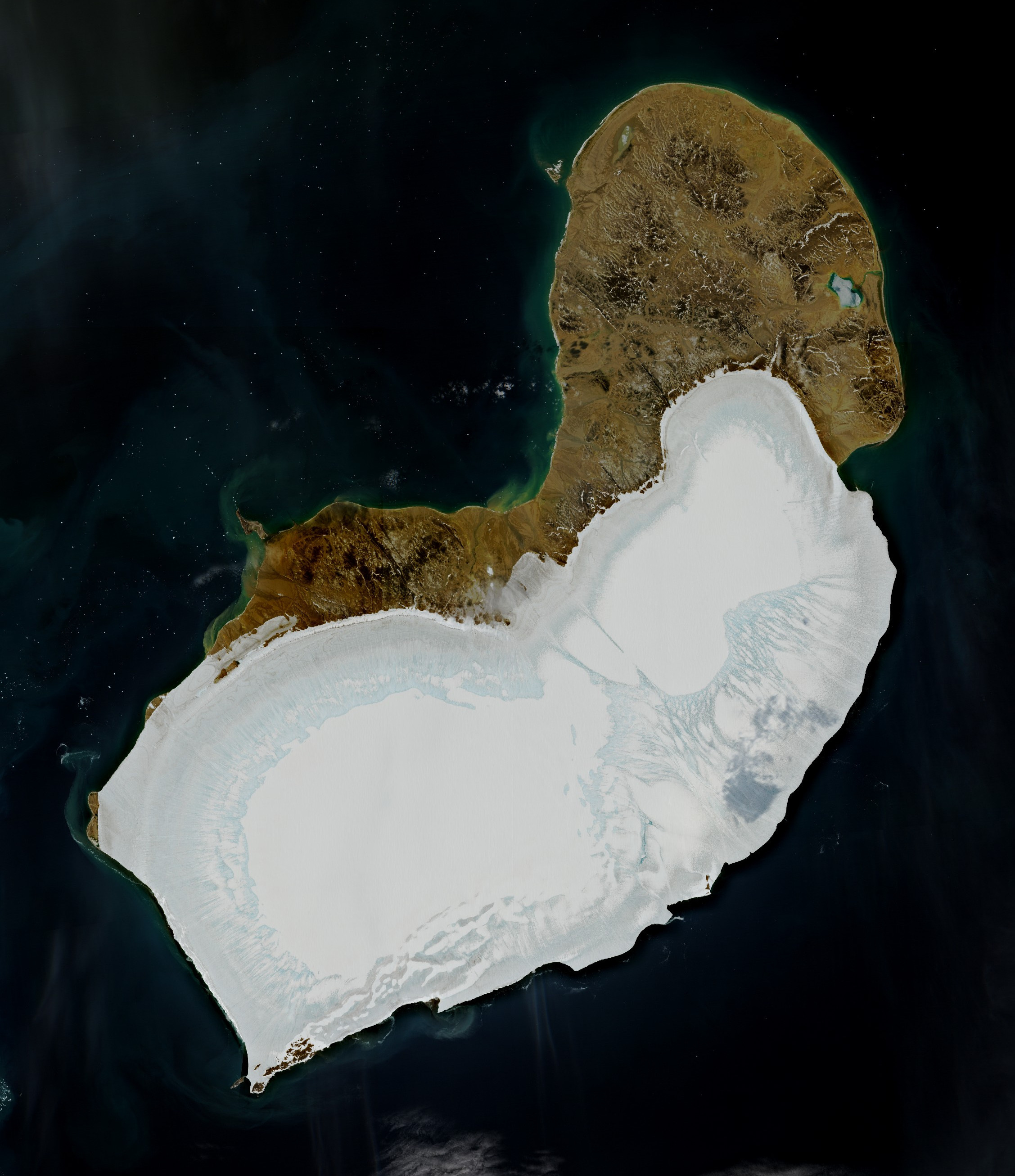
Satellitbild över Graham Bellön från 2021.

Graham Bellön (ryska: Остров Греэм-Белл, tr. Ostrov Greem Bell) är en ö i Norra ishavet tillhörande Archangelsk oblast i Ryssland. Den är den östligaste av öarna i Frans Josefs land och med en yta på 1 708 km² den tredje största efter Prins Georgs land och Wilczeks land. Ön är döpt efter den brittiska uppfinnaren Alexander Graham Bell, som vid namngivningstillfället var president för National Geographic Society.

## Historia
Graham Bellön var den sista större ön i Frans Josefs land att utforskas; den påträffades först av Evelyn Baldwin under en slädtur 1899. På tidiga kartor var öns utformning felaktigt återgiven, men mer noggrann kartläggning ägde rum under Sovjettiden. På 1950-talet nyttjades öns norra, låglänta del för att upprätta en militärbas och ett två kilometer långt flygfält som gick under namnet Severnaja. Den togs ur bruk 1994, men återinvigdes 2012 på order av Rysslands flygvapen.

Läge i förhållande till Wilczeks land.

1997 utfärdade Rysslands Vetenskapsakademi och Ohio State University ett borrprojekt på Graham Bellöns istäcke. Forskarna borrade till ett djup på 315 meter. Projektets syfte var att hitta lager med en ålder på 8 000 till 10 000 år och därmed öka kunskapen om klimatets utveckling efter senaste istiden.

## Geografi
Kap Olney på Graham Bellön är den östligaste landplatsen i Frans Josefs land, en rysk ögrupp i Norra ishavet. Ön skiljs från Wilczeks land i väster av Morgansundet. 71% av ön täcks av glaciärer, som når en höjd på 530 meter över havet. Det enda större isfria området utgörs av ett flackt och delvis kuperat tundraområde i norr. Till skillnad från andra glaciärer i Frans Josefs land har istäcket på Graham Bellön på senare år ökat avsevärt i storlek; den har en uppskattad tjocklek på 500 till 550 meter.